# 毛叶单室茱萸
毛叶单室茱萸（学名：Mastixia trichophylla），为山茱萸科单室茱萸属下的一个植物种。